# Mer losse d’r Dom en Kölle
Mer losse d’r Dom en Kölle (Wir lassen den Dom in Köln) ist ein von Hans Knipp, Hartmut Priess und Erry Stoklosa 1973 in kölscher Mundart geschriebenes Karnevalslied, das erstmals als A-Seite der dritten Single der Gruppe Bläck Fööss veröffentlicht wurde.

## Entstehungsgeschichte
Das Stück ist keine Hommage an Köln, sondern stellt eine Kritik an der Stadtsanierungspolitik dar („wat nötz die janze Stadtsanierung schon“ – was nützt die ganze Stadtsanierung schon). Ausgangspunkt des Textes war die vom Rat der Stadt Köln für das Severinsviertel geplante Sanierung. Die Furcht vor Verlust von erschwinglichem Wohnraum, Bauspekulationen und vor Identifikationsverlust des Veedels führten zur Beunruhigung der Bevölkerung der Kölner Südstadt. Bei einem Gespräch zu dem Thema zwischen Knipp und Hartmut Pries, dem damaligen Bassisten der Bläck Fööss, kam die Frage auf, wie die Redewendung die Kirche im Dorf lassen am besten auf die Kölner Verhältnisse zu übertragen wäre. Das Ergebnis war Mer losse d’r Dom en Kölle.
Texter Hans Knipp griff diese Aktualität auf und erwähnt satirisch übertreibend die möglichen Veränderungen des Stadtbildes. Der Hörer wird dazu angehalten, sich berühmte Gebäude in Köln vorzustellen. So beginnt die erste Strophe mit „Stell d’r vür, d’r Kreml stünd o’m Ebertplatz, stell d’r vür, d’r Louvre stünd am Rhing“ (Stell' Dir vor, der Kreml stände am Ebertplatz, der Louvre am Rhein). „D'r Mont Klamott dä heiss op eimol Zuckerhot, do köm dat Panorama schwer en Brass“ (der Mont Klamott heißt plötzlich Zuckerhut, dann käme das Stadtpanorama in Schwierigkeiten). Mit diesen satirischen Mitteln wurde auch die Vermessenheit der Kölner Stadtplanung kritisiert, gleich ein ganzes gewachsenes Viertel umbauen zu wollen.
Anders als bei den Bläck Fööss sonst üblich, beginnt das Lied nicht mit der ersten Strophe, sondern mit dem auf Mitsingen angelegten Refrain. Die Melodie des Liedes beginnt mit einer Dreiklangsbrechung. Auch das vokale Intro besteht aus einer Dreiklangsbrechung auf der Dominante.

## Veröffentlichung und Erfolg
Die dritte Single der Bläck Fööss, produziert von Werner Dies, erschien im November 1973 als Mer losse d’r Dom en Kölle / In unserem Veedel (Cornet 11887). Das Lied wurde zum ersten Hit für die Gruppe, denn in den deutschen Charts erreichte es den Rang 95. Es war eines der ersten Lieder, die Knipp für die Bläck Fööss schrieb; insgesamt wurden es ungefähr 150 Titel.
Das Lied entwickelte sich zu einer der „größten Karnevalshymnen überhaupt“. Die Karnevalssession 1973/1974 wurde von zwei Liedern beherrscht, nämlich der A- und B-Seite dieser Single. Die Bläck Fööss nutzten es jahrelang als Erkennungslied beim Einzug in eine Karnevalssitzung. Es wurde auf mehreren LPs und CDs der Band veröffentlicht, etwa auf Op Bläcke Fööss noh Kölle (1974) oder Et es 20 Johr jenau jetz her (1990).

## Coverversionen
1988 veröffentlichten die Bläck Fööss selbst eine textlich veränderte Version Mer helfe dem Dom en Kölle gemeinsam mit den Kölner Dom-Steinmetzen als Sonderveröffentlichung der EMI zugunsten des Zentral-Dombau-Vereins in Köln.
Das Lied erschien 1995 in einer Coverversion des Kölner Schlagersängers Wolfgang Petry.